# 房総信用組合
房総信用組合（ぼうそうしんようくみあい）は、千葉県茂原市に本店を置く信用組合。略称は、ぼうしん。ATMでは、しんくみ お得ねっと提携参加信用組合のカードによる出金は自信組扱いとなる。

## 沿革
- 1951年（昭和26年） - 長生信用組合設立
- 1953年（昭和28年） - 長狭信用組合設立
- 1990年（平成2年） - 長狭信用組合と長生信用組合が合併し房総信用組合となる